# Stulecie Winnych (serial telewizyjny)
Stulecie Winnych – polski serial obyczajowo-kostiumowy. Emitowany od 3 marca 2019 roku do 15 maja 2022 roku na antenie TVP1. Oparty na motywach opublikowanej w latach 2014–2015 trylogii Stulecie Winnych Ałbeny Grabowskiej. Serial został wydany na DVD.

## Obsada
| Aktor                            | Rola                                        | Serie |
| -------------------------------- | ------------------------------------------- | ----- |
| Arkadiusz Janiczek               | Władysław Winny                             | 1–4   |
| Urszula Grabowska                | Ania Winna-Śniegocka                        | 3–4   |
| Weronika Humaj                   | Ania Winna-Śniegocka                        | 1–2   |
| Klementyna Karnkowska            | Ania Winna-Śniegocka                        | 1     |
| Oliwia Trachimowicz              | Ania Winna-Śniegocka                        | 1     |
| Stefan Pawłowski                 | Michał Śniegocki                            | 2–4   |
| Marcin Franc                     | Michał Śniegocki Junior                     | 3–4   |
| Bruno Campbell                   | Michał Śniegocki Junior                     | 3     |
| Miłosz Kwiecień                  | Michał Śniegocki Junior                     | 2     |
| Ina Sobala                       | Agnieszka Gudowska-Śniegocka                | 3–4   |
| Olaf Gałziński                   | Zbysio Śniegocki                            | 4     |
| Magdalena Walach                 | Mania Winna-Borkowska                       | 3–4   |
| Karolina Bacia                   | Mania Winna-Borkowska                       | 1–2   |
| Józefina Karnkowska              | Mania Winna-Borkowska                       | 1     |
| Aleksandra Kołacz                | Mania Winna-Borkowska                       | 1     |
| Piotr Rogucki                    | Ryszard Borkowski                           | 2–4   |
| Weronika Humaj                   | Kasia Borkowska-Czerwiec, córka Mani        | 3–4   |
| Ekaterina Krakovnaia             | Kasia Borkowska-Czerwiec, córka Mani        | 2     |
| Oliwia Trachimowicz              | Kasia Borkowska-Czerwiec, córka Mani        | 2     |
| Jacek Knap                       | Julian Czerwiec                             | 4     |
| Zofia Stafiej                    | Małgosia Borkowska, córka Kasi              | 4     |
| Oliwia Sekita                    | Małgosia Borkowska, córka Kasi              | 4     |
| Paulina Kinsner                  | Małgosia Borkowska, córka Kasi              | 3     |
| Amelia Żuchowska                 | Małgosia Borkowska, córka Kasi              | 3     |
| Kamila Bujalska                  | Basia Borkowska-Klimkiewicz, córka Mani     | 3–4   |
| Veronica Voytsethovska           | Basia Borkowska-Klimkiewicz, córka Mani     | 2     |
| Aleksandra Kołacz                | Basia Borkowska-Klimkiewicz, córka Mani     | 2     |
| Filip Gurłacz                    | Tomasz Klimkiewicz                          | 3–4   |
| Kamila Tytło                     | Ula Klimkiewicz                             | 4     |
| Sabina Bednarz                   | Ula Klimkiewicz                             | 4     |
| Adrianna Skoczylas               | Ula Klimkiewicz                             | 3     |
| Helena Stupak                    | Ula Klimkiewicz                             | 3     |
| Maja Kowalska                    | Jula Klimkiewicz                            | 4     |
| Nadia Gałzińska                  | Jula Klimkiewicz                            | 4     |
| Nela Szumowska                   | Jula Klimkiewicz                            | 3     |
| Maja Malesa                      | Jula Klimkiewicz                            | 3     |
| Małgorzata Ostrowska-Królikowska | Grażyna Klimkiewiczowa                      | 3–4   |
| Sonia Mietielica                 | Ewa Winna-Gamelli, przysposobiona córka Ani | 3–4   |
| Rema Kos                         | Ewa Winna-Gamelli, przysposobiona córka Ani | 2     |
| Ninel Kos                        | Ewa Winna-Gamelli, przysposobiona córka Ani | 2     |
| Karol Zbrojkiewicz               | Staś Gamelli                                | 4     |
| Franciszek Kalinowski            | Staś Gamelli                                | 4     |
| Samuel Wojtasiński               | Staś Gamelli                                | 4     |
| Lesław Żurek                     | Ignacy Winny                                | 2–4   |
| Krzysztof Rogucki                | Ignacy Winny                                | 1     |
| Ignacy Klim                      | Ignacy Winny                                | 1     |
| Sebastian Sulima                 | Ignacy Winny                                | 1     |
| Patryk Szwichtenberg             | Jan Winny                                   | 1–4   |
| Antoni Tyszkiewicz               | Jan Winny                                   | 1     |
| Marcin Sokólski                  | Jan Winny                                   | 1     |
| Krzysztof Cybulski               | Antek Winny                                 | 4     |
| Iwo Rajski                       | Antek Winny                                 | 3     |
| Marcel Malesa                    | Antek Winny                                 | 3     |
| Aleksander Sułek                 | Antek Winny                                 | 3     |
| Paweł Okraska                    | Damian Winny                                | 3–4   |
| Jakub Sasak                      | Damian Winny                                | 1     |
| Bartosz Szczerbiak               | Damian Winny                                | 1     |
| Artur Sokólski                   | Damian Winny                                | 1     |
| Maria Pawłowska                  | Michelle Winny                              | 3–4   |
| Paweł Małaszyński                | Janusz Sulima-Jaworski                      | 4     |
| Blanka Burzyńska                 | Hania, córka Michelle                       | 4     |
| Maja Burzyńska                   | Hania, córka Michelle                       | 4     |
| Maja Barełkowska                 | Beata Gudowska                              | 3–4   |
| Artur Steranko                   | Wiesław Gudowski                            | 3–4   |
| Andrzej Andrzejewski             | Jerzy Gołębiewski                           | 4     |
| Dawid Ptak                       | Jerzy Gołębiewski                           | 2     |
| Kacper Dziubałko                 | Jerzy Gołębiewski                           | 1     |
| Karol Dziuba                     | Wojciech Nowak                              | 4     |
| Piotr Napierała                  | Jeremi Wiśniewski                           | 4     |
| Piotr Dąbrowski                  | Grześkowiak                                 | 4     |
| Aleksandra Nowosadko             | Marlena                                     | 4     |
| Jan Wieczorkowski                | Stanisław Winny                             | 1–4   |
| Barbara Wypych                   | Wanda „Andzia” Winna                        | 1–4   |
| Katarzyna Kwiatkowska            | Kazimiera Winna                             | 1–3   |
| Kinga Preis                      | Bronisława Winna                            | 1–2   |
| Roman Gancarczyk                 | Antoni Winny                                | 1–2   |
| Zuzanna Lit                      | Katarzyna Winna                             | 1     |
| Sebastian Łach                   | Roman Winny                                 | 1     |
| Katarzyna Wajda                  | Władysława Winna                            | 1     |
| Krzysztof Kwiatkowski            | Kajetan Winny                               | 1     |
| Jakub Zając                      | Florian Winny                               | 1     |
| Olaf Goździkiewicz               | Florian Winny                               | 1     |
| Jacek Beler                      | Paweł Bartosiewicz                          | 3     |
| Tomasz Włosok                    | Paweł Bartosiewicz                          | 1–2   |
| Mateusz Janicki                  | Kazimierz Tarasiewicz                       | 2–3   |
| Julian Świeżewski                | Kazimierz Tarasiewicz                       | 1     |
| Dariusz Majchrzak                | Muraszew                                    | 1     |
| Bartłomiej Kotschedoff           | Benito Gamelli                              | 3     |
| Donatello Berchicci              | Benito Gamelli                              | 1     |
| Adam Ferency                     | Stanisław Lilpop                            | 1     |
| Robert Czebotar                  | Janusz Korczak                              | 1     |
| Iwona Bielska                    | Karwasiowa                                  | 1     |
| Andrzej Szczytko                 | Ignacy Mościcki                             | 1     |
| Katarzyna Mikiewicz              | siostra zakonna Alberta                     | 1     |
| Maria Sobocińska                 | Zosia                                       | 1     |
| Grzegorz Feluś                   | Blumenthal                                  | 1     |
| Rafał Królikowski                | Guido                                       | 1     |
| Witold Dębicki                   | ksiądz proboszcz                            | 1     |
| Halina Chmielarz                 | Brzozowska                                  | 1     |
| Andrzej Mastalerz                | Tadeusz Wierusz-Kowalski                    | 1     |
| Anna Grycewicz                   | Ewa Wierusz-Kowalska                        | 1     |
| Olaf Lubaszenko                  | Ludwik Brzozowski                           | 1     |
| Lidia Sadowa                     | Anna Lilpop-Iwaszkiewicz                    | 1–2   |
| Amelia Konopka                   | Maria Iwaszkiewicz                          | 1–2   |
| Zofia Gorzęba                    | Teresa Iwaszkiewicz                         | 1–2   |
| Jarosław Witaszczyk              | Zygmunt Bartkiewicz                         | 1–2   |
| Sandra Drzymalska                | Łucja Kowalska                              | 1–2   |
| Sandra Drzymalska                | Łucja Koszykowska                           | 1–2   |
| Maria Dębska                     | Róża Freilich-Krönenberg                    | 1–2   |
| Diana Zamojska                   | Hela                                        | 1–2   |
| Jakub Guszkowski                 | Antoni Jamroży                              | 1–2   |
| Mariusz Bonaszewski              | Jarosław Iwaszkiewicz                       | 2–4   |
| Maciej Pesta                     | Jarosław Iwaszkiewicz                       | 1     |
| Magdalena Kuta                   | Hanna Gołębianka                            | 4     |
| Emilia Korsak                    | Hanna Gołębianka                            | 1–2   |
| Erika Karkuszewska               | Krysia Żelazkiewicz                         | 2     |
| Aleksandra Pisula                | Irena Śniegocka                             | 2     |
| Michał Rogalski                  | Władysław Górski                            | 2     |
| Jakub Wieczorek                  | mecenas Kaliszan                            | 2     |
| Mirosław Haniszewski             | Tadeusz Walczak                             | 2     |
| Dominika Kluźniak                | Irena Walczak                               | 3     |
| Małgorzata Socha                 | Ina Komornicka                              | 3     |
| Patrycja Volny                   | Lotta Miller                                | 3     |
| Aleksandra Popławska             | Teresa Zduńczyk                             | 3     |
| Adam Wietrzyński                 | Szymon                                      | 3–4   |
| Marcin Kwaśny                    | Adam Komornicki                             | 3–4   |
| Iga Górecka                      | Mirka                                       | 4     |
| Julia Szewczyk                   | Grażyna Nowak                               | 4     |
| Dariusz Toczek                   | Połosak                                     | 4     |
| Piotr Tołoczko                   | Piotrowski                                  | 4     |
| Magdalena Żak                    | Iza                                         | 4     |
| Dariusz Pieróg                   | Mariusz                                     | 4     |

## Spis serii
Uwaga: tabela zawiera informacje odnoszące się wyłącznie do pierwszej emisji telewizyjnej; w niniejszej sekcji nie uwzględniono ewentualnych prapremier w serwisach internetowych (np. TVP VOD).
| Seria | Odcinki    | Pierwsza emisja telewizyjna (TVP1) | Pierwsza emisja telewizyjna (TVP1) | Pierwsza emisja telewizyjna (TVP1) | Pierwsza emisja telewizyjna (TVP1) | Pierwsza emisja telewizyjna (TVP1) |
| Seria | Odcinki    | Sezon                              | Początek emisji                    | Koniec emisji                      | Pora emisji                        | Średnia oglądalność                |
| ----- | ---------- | ---------------------------------- | ---------------------------------- | ---------------------------------- | ---------------------------------- | ---------------------------------- |
| 1.    | 1–13 (13)  | wiosna 2019                        | 3 marca 2019                       | 26 maja 2019                       | niedziela 20.15                    | 2,63 mln                           |
| 2.    | 14–26 (13) | wiosna 2020                        | 15 marca 2020                      | 31 maja 2020                       | niedziela 20.15                    | 2,85 mln                           |
| 3.    | 27–39 (13) | wiosna 2021                        | 7 marca 2021                       | 16 maja 2021                       | niedziela 20.15                    | 2,81 mln                           |
| 4.    | 40–52 (13) | wiosna 2022                        | 6 marca 2022                       | 15 maja 2022                       | niedziela 20.15                    | 2,31 mln                           |